# Morane-Saulnier T
Morane-Saulnier T là một loại máy bay ném bom được phát triển ở Pháp năm 1914 và sản xuất một số lượng nhỏ trong Chiến tranh thế giới I.

## Tính năng kỹ chiến thuật
Dữ liệu lấy từ Jane's Fighting Aircraft of World War I, 117
Đặc điểm tổng quát
- Kíp lái: 3
- Sải cánh: 17.65 m (57 ft 11 in)
- Powerplant: 2 × Le Rhône, 60 kW (80 hp) mỗi chiêc

Hiệu suất bay
- Vận tốc cực đại: 156 km/h (97 mph)
- Trần bay: 4.500 m (15.000 ft)